# Strupina
Strupina je naseljeno mjesto u sastavu općine Maglaj u Federaciji Bosne i Hercegovine u BiH. Njome protječe Strupinska i Tujnička rijeka koje se ulijevaju u rijeku Lješnicu.

## Stanovništvo
| Strupina           |               |               |               |
| godina popisa      | 1991.         | 1981.         | 1971.         |
| Hrvati             | 591 (78,90 %) | 573 (80,70 %) | 494 (82,60 %) |
| Muslimani          | 146 (19,49 %) | 133 (18,73 %) | 103 (17,22 %) |
| Srbi               | 6 (0,80 %)    | 4 (0,56%)     | 0             |
| Jugoslaveni        | 0             | 0             | 0             |
| ostali i nepoznato | 6 (0,80 %)    | 0             | 1 (0,16 %)    |
| ukupno             | 749           | 710           | 598           |